# Homoneura fraterna
Homoneura fraterna är en tvåvingeart som först beskrevs av Friedrich Hermann Loew 1861.  Homoneura fraterna ingår i släktet Homoneura och familjen lövflugor. Inga underarter finns listade i Catalogue of Life.